# Mesh (mesure)

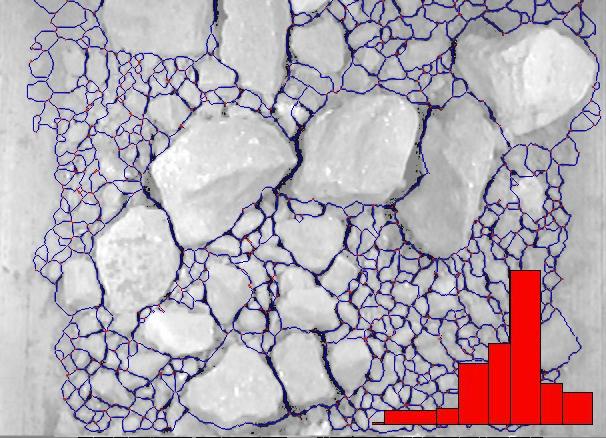
Ici, les pierres de différentes tailles nécessitent des tamis utilisant des mesh de différentes tailles pour être filtrées. En rouge, la distribution des pierres par taille de mesh nécessaire.

En granulométrie, le mesh (ou US mesh) est une convention américaine de mesure de maille (« mesh », en anglais) d'un tamis ou d'un filtre.
La mesure en mesh est une mesure inverse de la taille d'une maille : la valeur en mesh diminue quand la taille de la maille augmente. La correspondance n'est toutefois pas parfaitement proportionnelle : doubler la taille d'une maille ne divise pas toujours exactement sa mesure en mesh par deux.

## Quelques correspondances métriques du mesh
| Taille du tamis (µm) | 4750 | 3350 | 2360 | 1 000 | 500 | 250 | 149 | 125 | 74  | 37  |
| Taille de mesh       | 4    | 6    | 8    | 18    | 35  | 60  | 100 | 120 | 200 | 400 |

| Taille de mesh | taille en µm | taille en mm |
| -------------- | ------------ | ------------ |
| 3              | 6 730        | 6,73         |
| 4              | 4 760        | 4,76         |
| 5              | 4 000        | 4,00         |
| 6              | 3 360        | 3,36         |
| 7              | 2 830        | 2,83         |
| 8              | 2 380        | 2,38         |
| 10             | 2 000        | 2,00         |
| 12             | 1 680        | 1,68         |
| 14             | 1 410        | 1,41         |
| 16             | 1 190        | 1,19         |
| 18             | 1 000        | 1,00         |
| 20             | 841          | 0,841        |
| 25             | 705          | 0,705        |
| 30             | 595          | 0,595        |
| 35             | 500          | 0,50         |
| 40             | 400          | 0,40         |
| 45             | 354          | 0,354        |
| 50             | 297          | 0,297        |
| 60             | 250          | 0,25         |
| 70             | 297          | 0,297        |
| 80             | 297          | 0,297        |
| 80             | 297          | 0,297        |
| 100            | 149          | 0,149        |
| 120            | 125          | 0,125        |
| 140            | 105          | 0,105        |
| 170            | 88           | 0,088        |
| 200            | 74           | 0,074        |

Pour des mailles assez petites, on peut utiliser la correspondance grossière : mesure en µm = 15 000 / mesure en mesh.